# Kathedrale von Marília

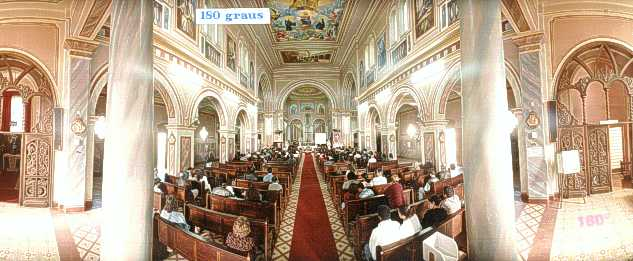
Innenraum

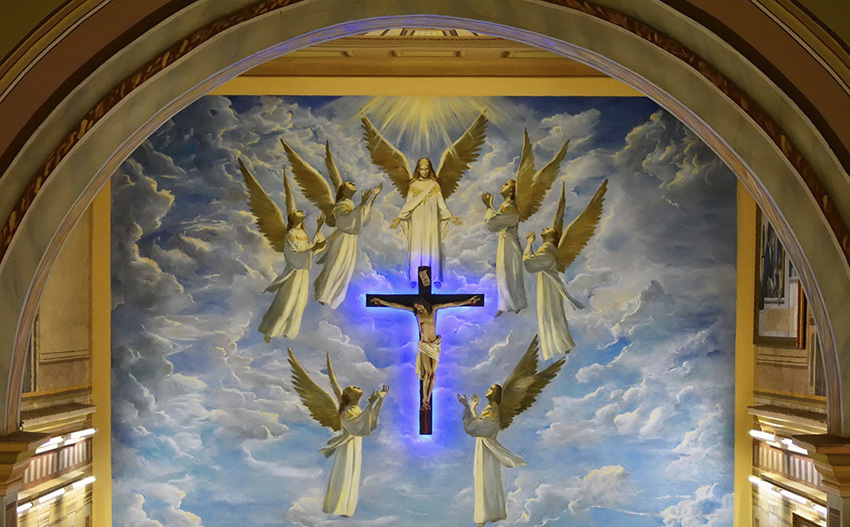
Altarraum mit Ausmalung von Érica Montilha

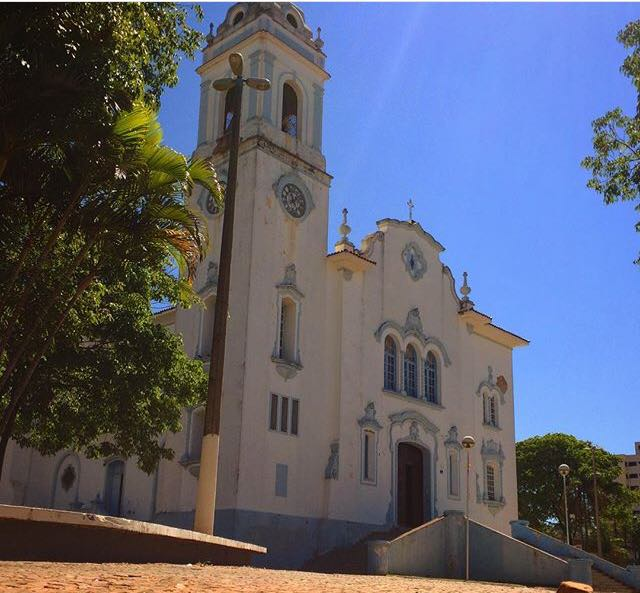
Außenansicht

Die Kathedrale von Marília oder die Kathedralbasilika St. Benedikt (portugiesisch Catedral Basílica de São Bento) ist eine römisch-katholische Kirche im Zentrum von Marília im brasilianischen Bundesstaat São Paulo. Die Kathedrale des Bistums Marília ist dem Stadtpatron Benedikt von Nursia gewidmet und hat den Rang einer Basilica minor. Die Kirche der ältesten Pfarrgemeinde der Stadt wurde im 20. Jahrhundert im kolonialen und neobarocken Stil erbaut.

## Geschichte
Noch bevor Marília wenige Jahre nach der begonnenen Besiedlung 1929 offiziell gegründet wurde, wurde am 1. Mai 1928 der Grundstein für die Pfarrkirche St. Benedikt gelegt. Das damalige Bistum Cafelândia gründete dann wenige Jahre nach seiner eigenen Schaffung 1926 am 15. Juli 1929 die Pfarrgemeinde St. Benedikt, die bis 1936 die einzige in der Stadt Marília blieb. Am 15. Januar 1934 wurde das Kollegium, das heutige Herz-Jesu-Institut mit 15 Schwestern gegründet. In und um die Pfarrei St. Benedikt entwickelten sich eine Vielzahl von sozialen und karitativen Werken.
Am 16. Februar 1952 wurde mit Schaffung des Bistums Marilia durch Papst Pius XII. die Benediktkirche zur Kathedrale des heiligen Benedikt mit Bischof Henrique Gelain als erstem apostolischem Administrator erhoben. Die Kirchweihe mit der Weihe des Hauptaltars erfolgte am 15. August 1974. Am 7. Dezember 1975 erhielt die Kathedrale durch Papst Paul VI. den Rang einer Basilica minor verliehen. Der Innenraum wurde 1998–2000 restauriert, die Außenseite ab 2019.

## Architektur
Die dreischiffige Basilika wurde auf dem Grundriss eines lateinischen Kreuzes errichtet. Die schmalen Seitenschiffe sind durch drei Bögen auf rechteckigen Säulen vom Mittelschiff abgeteilt und besitzen kein Kirchengestühl. Der Abschluss des Altarraums ist gerade. Alle Decken sind eben ausgeführt. Wände und Decken sind vollständig ausgemalt. Bei der Renovierung bis 2000 wurde der bereits stark verfallene Mosaikboden durch einen Granitboden ersetzt. Als Orgel wird seit 2013 ein elektronisches Instrument verwendet.
Die Fassade wurde im Kolonialstil mit einem Kirchturm auf der linken Seite des Portals entworfen. Die Treppe und die Stuckelemente sind blau abgesetzt. Der Kirchturm besitzt ein Geläut aus drei Glocken von 1950.